# William Conklin
William Conklin (25 de diciembre de 1872 – 21 de marzo de 1935), fue un actor estadounidense que trabajó en el cine mudo. 
Nacido en Brooklyn, Nueva York, actuó en 85 filmes entre 1913 y 1929. Se retiró con la llegada del cine sonoro. 
Falleció en 1935 a causa de un ictus cerebral en Hollywood, California.  

## Filmografía seleccionada
- Trafalgar (1929)
- The Woman He Married (1922)
- Hairpins (1920)
- Sex (1920)
- The Woman in the Suitcase (1920)
- What Every Woman Learns (1919)
- Stepping Out (1919)
- The Virtuous Thief (1919)
- The Haunted Bedroom (1919)